# 普桑 (埃罗省)
普桑（法語：Poussan，法語發音：[pusɑ̃]）是法国埃罗省的一个市镇，属于蒙彼利埃区。

## 地理
普桑（43°29'19"N, 3°40'12"E）面积30.08 平方千米，位于法国奧克西塔尼大區埃罗省，该省份为法国南部沿海省份，南濒地中海，西南接奥德省，西北接塔恩省和阿韦龙省，东北与加尔省接壤。
与普桑接壤的市镇（或旧市镇、城区）包括：旧巴拉吕克、布济格、日让、卢皮扬、蒙巴赞、维勒韦拉克。

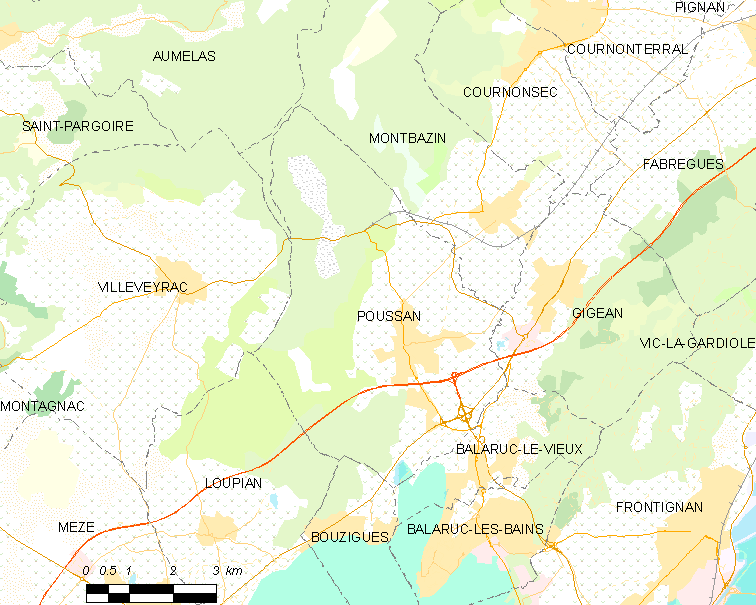
的OSM定位图

普桑的时区为UTC+01:00、UTC+02:00（夏令时）。

## 行政
普桑的邮政编码为34560，INSEE市镇编码为34213。

## 政治
普桑所属的省级选区为梅兹县。

## 人口

1962-2008年间人口变化图示

普桑于2022年1月1日时的人口数量为6540人。